# Helicia neglecta
Espèce
Statut de conservation UICN

 VU A1cd, C2a : Vulnérable
Helicia neglecta est une espèce de plantes à fleurs du genre Helicia de la famille des Proteaceae. Elle est endémique de Papouasie-Nouvelle-Guinée et est menacée par la disparition de son habitat.